# Ischnopopillia brancuccii
Ischnopopillia brancuccii är en skalbaggsart som beskrevs av Guido Sabatinelli 1997. Ischnopopillia brancuccii ingår i släktet Ischnopopillia och familjen Rutelidae. Inga underarter finns listade i Catalogue of Life.